# Laà-Mondrans
Laà-Mondrans település Franciaországban, Pyrénées-Atlantiques megyében. Lakosainak száma 428 fő (2022. január 1.). Laà-Mondrans Biron, Castetner, Loubieng, Orthez és Ozenx-Montestrucq községekkel határos.

## Népesség
A település népességének változása:
| Lakosok száma | 414  | 423  | 438  | 429  | 428  | 432  | 437  | 433  | 428  |
|               | 2013 | 2015 | 2016 | 2017 | 2018 | 2019 | 2020 | 2021 | 2022 |